# Dona Belinha
Isabel Alves de Carvalho, conhecida como Dona Belinha (Coelho Neto, 15 de agosto de 1901 – Cururupu, 19 de maio de 2023) foi uma supercentenária brasileira não validada pelo Gerontology Research Group.
Caso a idosa entrasse no Guinness Book, seria considerada a pessoa mais velha do Brasil e a pessoa mais velha, ainda viva, do mundo, desbancando a japonesa Kane Tanaka, dois anos mais nova, mas perdendo apenas o recorde para Jeanne Calment que faleceu aos 122 anos e 164 dias. Membros da família de Dona Belinha até tentaram incluí-la no Livro dos Recordes, mas por conta dos altos custos financeiros, acabaram desistindo.

## História
Isabel Alves de Carvalho nasceu em 1901, na cidade de Coelho Neto, mas acabou sendo registrada na cidade vizinha de Caxias.
Ainda muito nova, no ano de 1915, Isabel se casou e posteriormente ficou grávida de uma menina, mas a recém nascida veio à falecer após o parto.
Após essa perda, Isabel e seu marido foram morar na cidade de Coroatá, onde viveram até o fim do relacionamento, que durou mais de 30 anos.
Após à separação e supostos atos de violência  doméstica, Isabel se mudou para Bacabal na década de 1970. Já no município, Isabel trabalhou num Mercado Público e lá adquiriu o apelido de Dona Belinha.

### Idade

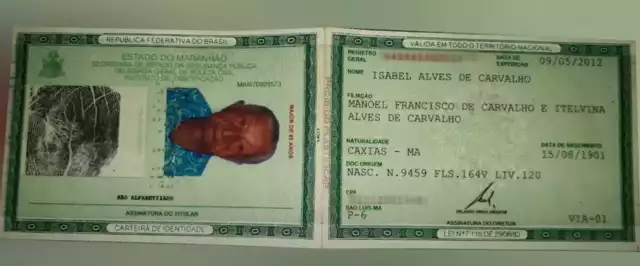
Identidade de Dona Belinha

Até os últimos dias, Dona Belinha residia na cidade de Bacabal, Maranhão. E todo dia 15 de agosto havia grande festa para comemorar mais uma passagem de idade da supercentenária. Todos seus familiares, colegas e vizinhos colaboravam adquirindo bolos, salgados, balões ou criando vakinhas para arrecadar determinadas quantias para o festejo.